# Andròsace peluda
L'andròsace peluda (Androsace villosa), és una planta amb flors alpina que es distribueix a les muntanyes d'Europa i Àsia, inclosos els Països Catalans. Sovint es cultiva en els jardins alpins.
Addicionalment pot rebre el nom d'andròsace pilosa. També s'han recollit les variants lingüístiques androsace peluda i androsace pilosa.

## Distribució
En estat silvestre, A. villosa creix en muntanyes calcàries d'Europa i d'Àsia, normalment en pendents rocallosos per sobre dels 1500 m d'altitud.

## Descripció
L'andròsace peluda és molt variable. La forma típica creix en petites tofes o mates perennes, amb rosetes amb fulles d'el·líptiques a linears de fins a 1,5 cm de diàmetre. Les fulles tenen pèls fins i tot pel revers. Les flors fan 6–10 mm de diàmetre i es disposen en umbel·les. Són de colors del blanc al porpra-vermell amb un ull rosat o groc. Les formes blanques es tornen rosades quan envelleixen.

## Cultiu
Hi ha moltes formes de cultiu d'Androsace villosa:
- A. villosa var. arachnoidea.
- A. villosa var. taurica (syn. A. taurica).
- A. villosa var. jacquemontii, de l'Himàlaia per sobre els 3500 m.

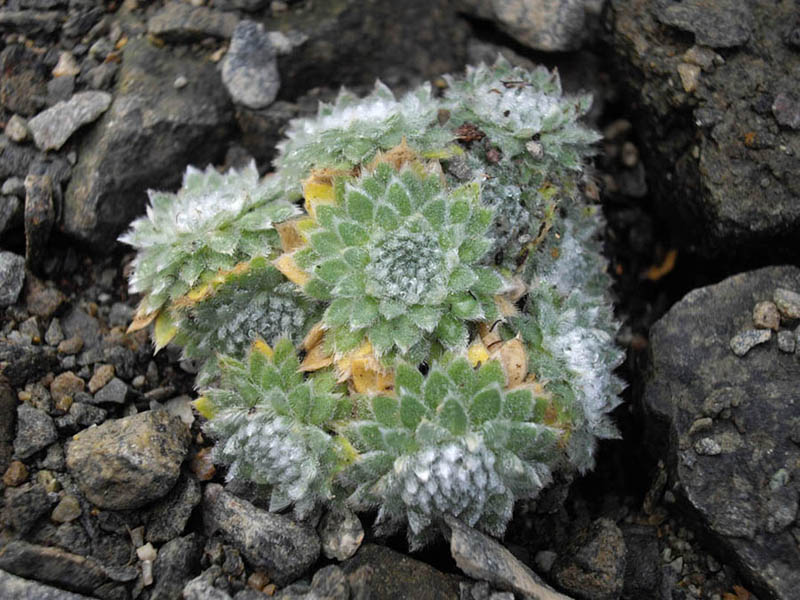
Androsace villosa var. jacquemontii